# Episodi di Roy Rogers (quinta stagione)
La quinta stagione della serie televisiva Roy Rogers è andata in onda negli Stati Uniti dal 9 ottobre 1955 al 25 marzo 1956 sulla NBC.
| nº | Titolo originale            | Prima TV USA     | Titolo italiano        | Prima TV Italia |
| -- | --------------------------- | ---------------- | ---------------------- | --------------- |
| 1  | And Sudden Death            | 9 ottobre 1955   |                        |                 |
| 2  | Ranch War                   | 23 ottobre 1955  | Battaglia per un Ranch |                 |
| 3  | Violence in Paradise Valley | 6 novembre 1955  |                        |                 |
| 4  | The Brothers O'Dell         | 20 novembre 1955 | I fratelli O' Dell     |                 |
| 5  | The Scavenger               | 27 novembre 1955 |                        |                 |
| 6  | Treasure of Paradise Valley | 11 dicembre 1955 |                        |                 |
| 7  | Three Masked Men            | 18 dicembre 1955 |                        |                 |
| 8  | Ambush                      | 15 gennaio 1956  |                        |                 |
| 9  | Money Is Dangerous          | 29 gennaio 1956  |                        |                 |
| 10 | False Faces                 | 5 febbraio 1956  |                        |                 |
| 11 | Horse Crazy                 | 26 febbraio 1956 |                        |                 |
| 12 | Smoking Guns                | 4 marzo 1956     |                        |                 |
| 13 | Empty Saddles               | 11 marzo 1956    |                        |                 |
| 14 | Sheriff Missing             | 18 marzo 1956    |                        |                 |
| 15 | The Horse Mixup             | 25 marzo 1956    |                        |                 |

## And Sudden Death
- Diretto da:
- Scritto da:

### Trama
- Interpreti: Roy Rogers (Roy Rogers), Dale Evans (Dale Evans), Pat Brady (Pat Brady), Gene Roth (Seth Tinker), Myron Healey (Jase Lawson), Louis Lettieri (Danny Lawson), Carl 'Alfalfa' Switzer (Mike Moore), William Tannen (Al Stone), Russ Scott (Carl Barney), Wally West (cittadino)

## Ranch War
- Diretto da:
- Scritto da:

### Trama
- Interpreti: Roy Rogers (Roy Rogers), Dale Evans (Dale Evans), Pat Brady (Pat Brady), Harry Harvey Jr. (John Wagner), Claudia Barrett (Susan Wagner), Ralph Sanford (Harry Kent), Fred Coby (Chuck Kent), Harry Harvey (sceriffo), Russ Scott (Pete - County Recorder), Ewing Mitchell (Doc Summers)

## Violence in Paradise Valley
- Diretto da:
- Scritto da:

### Trama
- Interpreti: Roy Rogers (Roy Rogers), Dale Evans (Dale Evans), Pat Brady (Pat Brady), Ray Bennett, Fred Graham, Harry Harvey (sceriffo Tom Blodgett), Jay Kirby, Bert LeBaron, Rory Mallinson, Bill McCormick

## The Brothers O'Dell
- Diretto da:
- Scritto da:

### Trama
- Interpreti: Roy Rogers (Roy Rogers), Dale Evans (Dale Evans), Pat Brady (Pat Brady), Dan Barton (Ken O'Dell), Robert Bice (Hal O'Dell), George Eldredge (dottore), Paul Harvey (Jim O'Dell), Dennis Moore (scagnozzo Alonzo), Henry Rowland (Tim), Reed Howes (sceriffo)

## The Scavenger
- Diretto da:
- Scritto da:

### Trama
- Interpreti: Roy Rogers (Roy Rogers), Dale Evans (Dale Evans), Pat Brady (Pat Brady), Rand Brooks (Thorpe), Wayne Mallory (Mack), Harry Harvey (sceriffo), Britt Wood (vecchio Mose)

## Treasure of Paradise Valley
- Diretto da:
- Scritto da:

### Trama
- Interpreti: Roy Rogers (Roy Rogers), Dale Evans (Dale Evans), Pat Brady (Pat Brady), Britt Wood (Bill York), Claudia Barrett (Maybelle York), Rand Brooks (Jack Tremont), Wayne Mallory (Pete Muncie), Tom London (Top Kimball, a Desert Rat), Bud Osborne (Jake, a Desert Rat), Jack O'Shea (County Clerk Tim), Wally West (Desert Rat)

## Three Masked Men
- Diretto da:
- Scritto da:

### Trama
- Interpreti: Roy Rogers (vice Roy Rogers), Dale Evans (Dale Evans), Pat Brady (Pat Brady), Reed Howes (sceriffo), Robert Bice (Gang Leader), Henry Rowland (scagnozzo), Dennis Moore (scagnozzo), Louise Venier (Jeannie Forrest), Dan Barton (Bob Arden), Paul Harvey (Jim Forrest), John Hamilton (governatore), Roy Rogers Jr. (Kid with Bow & Arrow)

## Ambush
- Diretto da:
- Scritto da:

### Trama
- Interpreti: Roy Rogers (Roy Rogers), Dale Evans (Dale Evans), Pat Brady (Pat Brady), Dennis Moore (scagnozzo Hash), Henry Rowland (scagnozzo Aurie), Paul Harvey (Jase Goodie), Dan Barton (Tom Allen), Rosemary Bertrand (Betty Allen), Robert Bice (procuratore Bill)

## Money Is Dangerous
- Diretto da:
- Scritto da:

### Trama
- Interpreti: Roy Rogers (Roy Rogers), Dale Evans (Dale Evans), Pat Brady (Pat Brady), Harry Harvey (sceriffo), Lucien Littlefield (Eli Carson), John Truax (Hy Talley), Craig Duncan (scagnozzo Walt Irving), James Macklin (scagnozzo Nick Arnold)

## False Faces
- Diretto da:
- Scritto da:

### Trama
- Interpreti: Roy Rogers (Roy Rogers), Dale Evans (Dale Evans), Pat Brady (Pat Brady), Harry Shannon (sindaco Ben Kelly), Keith Richards (Val Horton), Joe Bassett (capo Gray Hawk), Ralph Moody (professore Willing), Dorothy Andre (indiano Woman), Wally West (Rock Johnny)

## Horse Crazy
- Diretto da:
- Scritto da:

### Trama
- Interpreti: Roy Rogers (Roy Rogers), Dale Evans (Dale Evans), Pat Brady (Pat Brady), Harry Harvey (sceriffo), John Truax (Judd Harmon), Craig Duncan (scagnozzo Cool Wilson), James Macklin (scagnozzo Ike Perry)

## Smoking Guns
- Diretto da:
- Scritto da:

### Trama
- Interpreti: Roy Rogers (Roy Rogers), Dale Evans (Dale Evans), Pat Brady (Pat Brady), Harry Shannon (Greg Payne), Ralph Moody (capo Kumaska), Joe Bassett (Big Slim), Harry Harvey (sceriffo Blodgett), Keith Richards (ispettore Stanley), Jack O'Shea (Claims Agent Pierce)

## Empty Saddles
- Diretto da:
- Scritto da:

### Trama
- Interpreti: Roy Rogers (Roy Rogers), Dale Evans (Dale Evans), Pat Brady (Pat Brady), William Hudson (scagnozzo), John L. Cason (Lou Conroy), Steve Pendleton (Sid Morgan), Troy Melton (Hal Parker), Bill Catching (scagnozzo), Wally West (scagnozzo ucciso)

## Sheriff Missing
- Diretto da:
- Scritto da:

### Trama
- Interpreti: Roy Rogers (Roy Rogers), Dale Evans (Dale Evans), Pat Brady (Pat Brady), Helen Spring (Mary Blodgett), Howard Negley (Sam Gardner), Keith Richards (Lafe Dawson), Harry Harvey (sceriffo John Blodgett), Troy Melton (Idaho, scagnozzo di Dawson), Russ Scott (scagnozzo)

## The Horse Mixup
- Diretto da:
- Scritto da:

### Trama
- Interpreti: Roy Rogers (Roy Rogers), Dale Evans (Dale Evans), Pat Brady (Pat Brady), George Eldredge (Charley Morse), Harry Harvey Jr. (Terry Hawkins), Harry Harvey (sceriffo Tom Blodgett), Troy Melton (Wade), Howard Negley (Henry Hawkins), Steve Raines (scagnozzo), Keith Richards (Ed Morse)